# Joseph Geurts
Joseph Geurts (nascido em 6 de julho de 1939) é um ex-ciclista belga. Representou seu país, Bélgica, na prova de estrada individual nos Jogos Olímpicos de Verão de 1960, embora ele não conseguiu completar a corrida.